# Gloster Sparrowhawk
Cet avion ne doit pas être confondu avec un autre biplan de l'entre-deux-guerres, le Curtiss F9C Sparrowhawk de la United States Navy
Le Gloster Sparrowhawk était un avion de chasse monoplace britannique du début des années 1920.